# Huisseau-sur-Mauves
Huisseau-sur-Mauves település Franciaországban, Loiret megyében. Lakosainak száma 1754 fő (2022. január 1.). Huisseau-sur-Mauves Rozières-en-Beauce, Bucy-Saint-Liphard, Chaingy, Saint-Ay, Meung-sur-Loire, Baccon és Coulmiers községekkel határos.

## Népesség
A település népességének változása:
| Lakosok száma | 827  | 1266 | 1669 | 1616 | 1663 | 1672 | 1655 | 1704 | 1728 | 1754 |
|               | 1968 | 1982 | 1990 | 2006 | 2013 | 2015 | 2017 | 2019 | 2020 | 2022 |